# Arcidiocesi di Calabozo
L'arcidiocesi di Calabozo (in latino Archidioecesis Calabocensis) è una sede metropolitana della Chiesa cattolica in Venezuela. Nel 2023 contava 382.520 battezzati su 535.800 abitanti. È retta dall'arcivescovo Manuel Felipe Díaz Sánchez.

## Territorio
L'arcidiocesi comprende 5 comuni dello stato venezuelano di Guárico: Juan Germán Roscio, Ortiz, Julián Mellado, Francisco de Miranda, Camaguán e San Gerónimo de Guayabal.
Sede arcivescovile è la città di Calabozo, dove si trova la cattedrale di Tutti i Santi.
Il territorio si estende su una superficie di 27.947 km² ed è suddiviso in 42 parrocchie.

### Provincia ecclesiastica
La provincia ecclesiastica di Calabozo, istituita nel 1995, comprende 2 suffraganee:
- la diocesi di San Fernando de Apure, eretta come prelatura territoriale il 7 giugno 1954, ed elevata al rango di diocesi il 12 novembre 1974;
- la diocesi di Valle de la Pascua, eretta il 25 luglio 1992.

## Storia
La diocesi di Calabozo fu eretta il 7 marzo 1863, ricavandone il territorio dall'arcidiocesi di Caracas e dalla diocesi di Mérida (oggi arcidiocesi). Originariamente era suffraganea dell'arcidiocesi di Caracas.
Il primo vescovo della diocesi fu nominato solo nel 1881.
Il 7 giugno 1954 cedette porzioni del suo territorio a vantaggio dell'erezione della diocesi di Guanare e della prelatura territoriale di San Fernando de Apure (oggi diocesi).
Successivamente cedette altre porzioni di territorio a vantaggio dell'erezione di nuove diocesi:
- la diocesi di Maracay il 21 giugno 1958;
- la diocesi di Barinas il 23 luglio 1965;
- la diocesi di Valle de la Pascua il 25 luglio 1992.

Il 17 giugno 1995 è stata elevata al rango di arcidiocesi metropolitana con la bolla Cum territoria di papa Giovanni Paolo II.

## Cronotassi dei vescovi
Si omettono i periodi di sede vacante non superiori ai 2 anni o non storicamente accertati.
- Salustiano Crespo † (4 agosto 1881 - 12 luglio 1888 deceduto)
  - Sede vacante (1888-1891)
- Felipe Neri Sendra † (25 settembre 1891 - 9 maggio 1921 deceduto)
- Arturo Celestino Álvarez † (9 maggio 1921 succeduto - 8 gennaio 1952 deceduto)
- Arturo Ignacio Camargo † (8 gennaio 1952 succeduto - 2 settembre 1957 nominato vescovo di Trujillo)
- Domingo Roa Pérez † (3 ottobre 1957 - 16 gennaio 1961 nominato vescovo di Maracaibo)
- Miguel Antonio Salas Salas, C.I.M. † (16 gennaio 1961 - 20 agosto 1979 nominato arcivescovo di Mérida)
- Helímenas de Jesús Rojo Paredes, C.I.M. † (24 marzo 1980 - 27 dicembre 2001 ritirato)
- Antonio José López Castillo † (27 dicembre 2001 - 22 dicembre 2007 nominato arcivescovo di Barquisimeto)
- Manuel Felipe Díaz Sánchez, dal 10 dicembre 2008

## Statistiche
L'arcidiocesi nel 2023 su una popolazione di 535.800 persone contava 382.520 battezzati, corrispondenti al 71,4% del totale.
| anno | popolazione | popolazione | popolazione | presbiteri | presbiteri | presbiteri | presbiteri                | diaconi | religiosi | religiosi | parrocchie |
| anno | battezzati  | totale      | %           | numero     | secolari   | regolari   | battezzati per presbitero | diaconi | uomini    | donne     | parrocchie |
| ---- | ----------- | ----------- | ----------- | ---------- | ---------- | ---------- | ------------------------- | ------- | --------- | --------- | ---------- |
| 1950 | 197.000     | 200.000     | 98,5        | 28         | 22         | 6          | 7.035                     |         | 8         | 13        | 45         |
| 1957 | 208.600     | 213.000     | 97,9        | 34         | 25         | 9          | 6.135                     |         | 11        | 46        | 37         |
| 1966 | 278.000     | 280.000     | 99,3        | 47         | 32         | 15         | 5.914                     |         | 15        | 60        | 30         |
| 1970 | 329.000     | 333.000     | 98,8        | 50         | 47         | 3          | 6.580                     |         | 3         | 70        | 36         |
| 1976 | 165.000     | 170.000     | 97,1        | 38         | 30         | 8          | 4.342                     |         | 8         | 75        | 34         |
| 1977 | 395.000     | 400.000     | 98,8        | 37         | 27         | 10         | 10.675                    |         | 10        | 75        | 37         |
| 1990 | 491.000     | 525.000     | 93,5        | 34         | 29         | 5          | 14.441                    |         | 7         | 72        | 42         |
| 1999 | 281.285     | 356.370     | 78,9        | 24         | 17         | 7          | 11.720                    | 3       | 23        | 18        | 21         |
| 2000 | 283.500     | 360.203     | 78,7        | 18         | 15         | 3          | 15.750                    | 3       | 17        | 20        | 21         |
| 2001 | 288.200     | 363.900     | 79,2        | 26         | 19         | 7          | 11.084                    | 5       | 22        | 22        | 21         |
| 2002 | 302.610     | 382.095     | 79,2        | 23         | 16         | 7          | 13.156                    | 7       | 21        | 22        | 24         |
| 2003 | 332.000     | 482.000     | 68,9        | 28         | 21         | 7          | 11.857                    | 9       | 25        | 20        | 24         |
| 2004 | 500.000     | 540.000     | 92,6        | 24         | 20         | 4          | 20.833                    | 10      | 23        | 20        | 24         |
| 2006 | 519.000     | 560.000     | 92,7        | 26         | 23         | 3          | 19.961                    | 12      | 9         | 15        | 24         |
| 2013 | 586.000     | 615.000     | 95,3        | 25         | 21         | 4          | 23.440                    | 7       | 7         | 14        | 28         |
| 2016 | 610.700     | 640.000     | 95,4        | 37         | 32         | 5          | 16.505                    | 7       | 21        | 8         | 29         |
| 2019 | 379.039     | 538.863     | 70,3        | 36         | 34         | 2          | 10.528                    | 9       | 2         | 8         | 32         |
| 2021 | 374.840     | 526.454     | 71,2        | 35         | 34         | 1          | 10.709                    | 6       | 1         | 8         | 39         |
| 2023 | 382.520     | 535.800     | 71,4        | 38         | 37         | 1          | 10.066                    | 7       | 1         | 5         | 42         |